# Tian Pian
Tian Pian (chinesisch 田駢 / 田骈, Pinyin Tián Pián) war ein chinesischer Philosoph aus der Zeit der Streitenden Reiche. Er war Mitglied der Jixia-Akademie (chinesisch 稷下學宮, Pinyin Jìxià xúegōng) im alten Staat Qi, dem geistigen Zentrum der damaligen chinesischen Welt. 
Wie sein ebenfalls der Jixia-Akademie angehörende Lehrer Peng Meng (chinesisch 彭蒙, Pinyin Péng Méng) war er ein früher Vertreter des Legismus in der vor-Qin-Zeit.
Im Buch Zhuangzi wird von beiden berichtet.
| Personendaten    | Personendaten                                                                |
| ---------------- | ---------------------------------------------------------------------------- |
| NAME             | Tian Pian                                                                    |
| ALTERNATIVNAMEN  | 田駢 (traditionelles Chinesisch); 田骈 (vereinfachtes Chinesisch); Tián Pián |
| KURZBESCHREIBUNG | chinesischer Philosoph                                                       |
| GEBURTSDATUM     | zwischen 5. Jahrhundert v. Chr. und 3. Jahrhundert v. Chr.                   |
| STERBEDATUM      | zwischen 5. Jahrhundert v. Chr. und 3. Jahrhundert v. Chr.                   |